# Asplenium strangeanum
Asplenium strangeanum är en svartbräkenväxtart som beskrevs av Pichi-serm. Asplenium strangeanum ingår i släktet Asplenium och familjen Aspleniaceae. Inga underarter finns listade.